# Саделайн, Мишель
Мишель Саделайн (Саделейн, Michel Sadelain; род. 1960) — американский учёный-медик, иммунолог и онколог, пионер иммунотерапии. Доктор медицины (1984), доктор философии (1989), профессор Memorial Sloan Kettering Cancer Center и директор-основатель его Центра клеточной инженерии.
Степень доктора медицины получил в Парижском университете в 1984 году, степень доктора философии получил в канадском Альбертском университете в 1989 году. С 1994 года сотрудник Memorial Sloan Kettering Cancer Center.
Президент American Society of Gene and Cell Therapy (2015).
Член Американского общества гематологов и др.
Автор более 150 работ.

## Награды
- Премия Вильяма Коли (2012)
- Sultan bin Khalifa International Award for Innovative Research in Thalassemia (2013)[3][4]
- NYIPLA[англ.] Inventor of the Year Award (2014)[5]
- Passano Award[нем.] одноименного фонда (2018, совместно с Карлом Джуном)
- Pasteur-Weizmann/Servier International Prize[нем.] (2018)[6][7]
- Gabbay Award[нем.] (2019, совместно с Dario Campana)[8]
- Prix International de l’INSERM[нем.] (2019)